# Prislop, Maramureș
Prislop este un sat în comuna Boiu Mare din județul Maramureș, Transilvania, România.

## Istoric
Satul este atestat documentar prima dată în anul 1543 cu ocazia întocmirii Urbariului Domeniului [Chioarului]. 
Prima atestare documentară: 1566 (Priszlop). 
Existența Cetății Chioarului în apropiere de Prislop îi avantajează pe locuitorii satului cu încadrarea pe funcții de pușcaș. La sfârșitul anului 1690, garda Cetății Chioarului ajunse la 350 călăreți și pedeștri, gardă formată din rândul locuitorilor satelor din jurul cetății.
În anul 1733 Prislopul aparținea de Arhidiaconatul Vimei. 
Din anul 1960, satul intra în compunerea comunei Boiu Mare.

## Etimologie
Etimologia numelui localității: din apelativul prislop, cu sensul de „loc mai jos de trecere dintr-o vale în alta, peste un șir de munți sau de dealuri; pas, șa, curmătură” < sl. prěslopŭ (Petrovici, 1970: 225-236). 

## Demografie
La recensământul din 2011, populația era de 428 locuitori. 

## Așezământ monahal
In Prislop este un schit greco-catolic cu hramul „Adormirea Maicii Domnului” (1994-2004); aparține de Mănăstirea „Sf. Andrei și Grogore” din Roma.

## Personalități locale
- Teodor Mihali (1885-1934), politician, președinte interimar PNR (1919), primar al Clujului (1926-1931).